# Icterus abeillei
Corrupião-de-dorso-preto ou corrupião-alvinegro (Icterus abeillei) é uma espécie de ave da família Icteridae.
É endémica do México.
Os seus habitats naturais são: florestas subtropicais ou tropicais húmidas de baixa altitude e regiões subtropicais ou tropicais húmidas de alta altitude.